# Julius Preuß
Julius Preuß (auch Preuss) (* 16. März 1885 in Elsfleth; † 10. September 1954 in Bremen) war ein deutscher Nautiker und Direktor der Seefahrtsschule Bremen.

## Biografie
Preuß war der Sohn eines Navigationslehrers. Er besuchte die Oberrealschule in Oldenburg. Danach war er Schiffsjunge und Kadett auf Schulschiffen des Norddeutschen Lloyds (NDL). Nach dem ergänzenden Besuch einer Nautikerschule erwarb er 1908 das Patent eines Kapitäns. Er fuhr bis 1912 beim NDL als Offizier auf mehreren Schiffen. Ab 1912 war er Oberlehrer an der Bremer Seefahrtschule. Zugleich unterrichtete er von 1912 bis 1913 auf einem Schulschiff des NDLs. Im Ersten Weltkrieg wurde er als Nautiklehrer an die Marineschule Mürwik bei Flensburg berufen. 1918 kehrte er an die Seefahrtsschule Bremen zurück. Von 1925 bis 1928 war er Direktor der Seefahrtschule Lübeck.   
Als Nachfolger von Carl Schilling erfolgte 1928 seine Ernennung zum Schulleiter der Seefahrtsschule Bremen. Er gehörte dem Deutschen Schulschiff-Verein an und war dessen Vorsitzender. Von 1924 bis 1933 war er Mitglied in der Loge Zum Ölzweig. Er wurde deshalb 1936 als Schulleiter von den Nazis suspendiert und 1937 in den Ruhestand versetzt.
Nach dem Zweiten Weltkrieg wurde Preuß am 1. April 1946 als Professor und Oberseefahrtsdirektor wieder Schulleiter der Seefahrtsschule Bremen. Die Schule führte ihren ersten Unterricht noch in Baracken in der Bürenstraße und der Hermann-Böse-Straße durch und zog 1949 in die Schule an der Elsflether Straße ein. Auch die Seefahrtsschule Bremerhaven, zunächst als Abteilung der Bremer Schule, wurde von ihm 1947 wieder eingerichtet. Er blieb bis zum Juli 1951 Direktor der Seefahrtsschule.
1950 übernahm er wieder den Vorsitz im Schulschiffverein und behielt dieses Amt bis zu seinem Tod. Er war in verschiedenen anderen Vereinigungen mit Bezug zur Seefahrt tätig.